# Curvularia crepinii
Curvularia crepinii är en svampart som först beskrevs av Westend., och fick sitt nu gällande namn av Karel Bernard Boedijn 1933. Curvularia crepinii ingår i släktet Curvularia och familjen Pleosporaceae.   Inga underarter finns listade i Catalogue of Life.